# Euller Elias de Carvalho
Euller Elias de Carvalho, conegut com a Euller, (Felixlândia, Brasil, 15 de març de 1971) és un futbolista brasiler. Va disputar 6 partits amb la selecció de Brasil.

## Estadístiques
| Selecció de Brasil | Selecció de Brasil | Selecció de Brasil |
| Anys               | Partits            | Gols               |
| ------------------ | ------------------ | ------------------ |
| 2000               | 1                  | 1                  |
| 2001               | 5                  | 2                  |
| Total              | 6                  | 3                  |